# Komarno (Ucrania)
Komarno (ucraniano: Кома́рно) es una ciudad de Ucrania perteneciente al raión de Leópolis de la óblast de Leópolis.
En 2022, la ciudad tenía una población de 3653 habitantes. Desde la reforma territorial de 2020 es sede de un municipio que tiene una población total de casi catorce mil habitantes y que incluye 21 pueblos como pedanías.
Se ubica unos 20 km al suroeste de Leópolis, sobre la carretera T1425 que forma la circunvalación más exterior de la capital regional. Al sur de la ciudad sale una carretera que lleva a Drohóbych.

## Historia
Se conoce la existencia de la localidad en documentos desde 1427. En 1471, Casimiro IV Jagellón le otorgó el estatus de miasteczko con Derecho de Magdeburgo. Aunque en los siglos siguientes fue una fortificación relevante en los distintos conflictos bélicos que se produjeron, la localidad en sí era pequeña y solamente tenía algunos centenares de habitantes. Se desarrolló como una localidad importante tras las Particiones de finales del siglo XVIII, cuando la ciudad pasó a ser uno de los principales centros de producción de telas del Imperio Habsburgo. La RSS de Ucrania le dio el estatus de capital distrital entre 1940 y 1959. Posteriormente se integró en el raión de Horodok, del que formó parte hasta 2020.